# Villaverla
Villaverla (Viłaverla in veneto) è un comune italiano di 5 998 abitanti della provincia di Vicenza in Veneto.
Ha una frazione, Novoledo, situata a sud est del territorio comunale.
Il Santo patrono del capoluogo è San Domenico, la sua festa è l'8 agosto. Quello della frazione è S. Andrea Apostolo e la sua festa è il 30 novembre.

## Geografia fisica
Il Comune di Villaverla, situato a nord della città di Vicenza, si sviluppa sulla strada provinciale SP 349 che da Vicenza porta a Thiene, e precisamente a 7 chilometri da Thiene e 13 da Vicenza.
Il territorio si divide fra il capoluogo e la frazione Novoledo, che si trova lungo la strada provinciale che conduce a Dueville.
Confina coi comuni di Montecchio Precalcino, Dueville, Caldogno, Isola Vicentina, Malo, Thiene.
Il territorio ha una superficie di 15,74 km² e si trova all'altezza media di 75 m sul livello del mare. È dedicato all'agricoltura, ma dal punto di vista industriale ha alcune industrie anche notevoli sviluppatesi soprattutto negli ultimi settant'anni. La più antica e tradizionale di queste, ormai scomparsa, era quella laterizia, che sembrerebbe risalire addirittura all'epoca romana.
Vie di comunicazione
A nord transita l'Autostrada A31 Valdastico che a Thiene ha l'uscita più accessibile. La linea ferroviaria per Vicenza ferma a pochi km dal centro abitato, in comune di Montecchio Precalcino. Quanto alla viabilità interna l'asse stradale portante è la SP 349, che taglia a metà il paese.
Corsi d'acqua
Il territorio è situato in una zona completamente pianeggiante compresa tra gli alvei dei torrenti Igna e Timonchio. A sud-est è presente la cosiddetta "Area del Bosco", primo parco naturalistico provinciale, ricco di sorgenti naturali, le risorgive, accessibile al pubblico dalla metà del 2013. Qui vi sono le sorgenti del fiume Bacchiglione che attraverserà poi la città di Vicenza. Gli altri corsi d'acqua del territorio, di carattere torrentizio, sono la roggia Verlata, scavata dai Verla nel 1276, il Rostone che scende da Molina di Malo, l'Igna che nasce sulle colline delle Bregonze e passa per Novoledo attraversando tutto il settore est del Comune.
Montagne
Non molto lontani, verso nord-ovest, si stagliano i monti: il massiccio del Pasubio, il Novegno e il Summano a nord-ovest, l'altopiano di Asiago a nord, i colli di Monte di Malo a ovest.

## Origini del nome
Da "Roburetum" a "Villa dei Verla".
È molto probabile l'origine romana del centro, quando era un'area già intensamente abitata. Qui passava a quel tempo una strada che conduceva alla valle dell'Astico.
L'origine latina è testimoniata dall'antico nome di Roburetum ("querceto") con il quale il primo nucleo abitato fu chiamato fino al XIII secolo: un nome facilmente riconducibile alla vegetazione presente nell'area, ricca di roveri.
Nel corso del Medioevo il nome è poi mutato a seguito dello stabilirsi nelle vicinanze di Roveredum della famiglia sassone Verla, più tardi detti Verlato. Attorno alla loro signorile dimora si svilupperà il nuovo centro abitato, chiamato dapprima Villa Verlaria e in seguito Villa Verla, poi definitivamente Villaverla.

## Storia
Borgo di probabile origine romana, poco dopo l'anno 1000 il feudatario della zona era già un Verla, Giovanni, cavaliere al seguito dell'Imperatore Enrico II di Baviera, dal quale ricevette l'investitura, confermata poi da Corrado II il Salico.
Giacomo Verlato, successore di Giovanni, si ribellò nel Trecento alla dominazione padovana nel vicentino, ma la sua azione fallì. Ci provò poi Rainaldo Verlato contro gli Scaligeri, famiglia di nobili veronesi che avevano preso il posto dei padovani.
Nel frattempo una seconda famiglia di nobili origini si affermò a Villaverla ai primi del Trecento, entrando in contrasto con i Verlato soprattutto nel periodo di dominio degli Scaligeri; fu la famiglia Ghellini, di parte guelfa, che nel Seicento si costruì una lussuosa residenza, il cui autore è Antonio Pizzocaro, considerato il più importante architetto vicentino dell'epoca.
Verso la metà del Quattrocento Francesco Verlato fu consigliere personale dei duchi di Ferrara.
La famiglia dei Verla costruì il proprio palazzo nella seconda metà del Cinquecento, affidando il progetto all'architetto Vincenzo Scamozzi: Villa Verlato, di proprietà privata, che occupa un lato di Piazza del Popolo.
La storia civile di Villaverla segue quella di Vicenza, specialmente dall'epoca della dedizione alla Serenissima in poi (1404).
Durante la prima guerra mondiale dalla fine del 1915 era sede del Campo di aviazione di Villaverla.

### Simboli
Lo stemma del Comune di Villaverla è stato concesso con regio decreto del 24 giugno 1929.
Il gonfalone è un drappo di bianco.

## Monumenti e luoghi d'interesse
Il territorio, come già detto, è ricco di ville e residenze rurali.
- Villa Ghellini Dall'Olmo del Seicento, progettata da Antonio Pizzocaro. È il capolavoro architettonico di Villaverla. Venne costruita dalla famiglia Ghellini su resti di costruzioni precedenti sulla spinta della rivalità esistente con la vicina famiglia Verlato, dovuta alla lotta per il predominio sul paese. Rimase incompiuta per problemi economici della famiglia e la morte inattesa dell'architetto. L'interruzione dei lavori avvenne nel 1679, data incisa in due luoghi del prospetto maggiore, e con la morte dell'architetto, avvenuta il 3 agosto dell'anno successivo, questi non vennero mai più ripresi. Così l'ala settentrionale del grandioso prospetto si vede ancora oggi bruscamente interrotta appena oltre il primo asse delle finestre. Ciò nonostante questo edificio risulta il capolavoro di Antonio Pizzocaro, concepito quasi come un castello medioevale che recava al centro una piazza d'armi, qui rievocata nel cortile, o come una villa romana, cui si richiama il peristilio con il portico, per la maggior parte coperto, che gira su tre lati. Ad accelerare il deperimento delle strutture architettoniche hanno contribuito nei secoli vari fattori, in quanto vi furono ospitate in passato parecchie famiglie, sistemando e modificando soprattutto i due porticati e il corpo minore. Durante la grande guerra poi, questo luogo servì da riposo e ristoro per i soldati reduci dal fronte, e fu anche colpito da una bomba aerea. A ciò si aggiungono i danni provocati dal tempo e dalle intemperie; risulta pertanto evidente che il complesso necessita di un radicale restauro che conservi e preservi ciò che finora è riuscito a resistere.
- Palazzo Verlato Putin del 1576, su progetto di Vincenzo Scamozzi, discepolo di Andrea Palladio. La facciata principale si nota da lontano, provenendo da Vicenza, alta sopra gli edifici minori che in seguito gli furono affiancati intorno. La villa al suo interno conserva ancora belle e ampie sale, tutte adorne di una ricca decorazione ad affresco. La sala centrale rievoca alcuni degli episodi più significativi della vita di Giovanni Verla, il capostipite della famiglia, e le scene raffigurate vengono spiegate da un'iscrizione latina posta sopra ad ogni riquadro. Autore di questa stanza sembra essere stato Girolamo Pisani, mentre la decorazione di quella attigua a sinistra, con scene di trionfi, potrebbe essere stata di Giovanni Battista Maganza, padre del più famoso Alessandro. Di autore ignoto del secondo Cinquecento sembrano le decorazioni con le allegorie delle stagioni e figure mitologiche in una stanza minore, mentre ad altra mano ancora sembrerebbero da attribuirsi le monocrome figure di ciclopi nella sala a destra di quella centrale.
- Villa Martinengo Spiller di fine Cinquecento. La famiglia Martinengo giunse a Villaverla da Brescia verso la fine del Cinquecento e qui acquistò dalla famiglia Da Porto alcuni edifici, parte dei quali furono abbattuti per ottenere uno spazio sufficiente a costruire una residenza più rappresentativa della loro ricchezza e poter così gareggiare con le altre nobili famiglie del luogo, per imponenza e prestigio.
- Ex sede municipale. Documenti del primo Seicento parlano di una "casa della comunità" posta "in contrà de la piaza", ad indicare che fin da quell'epoca la residenza municipale di Villaverla sorgeva nel luogo dove si trova tuttora, anche se da un punto di vista architettonico fu totalmente ristrutturata nella seconda metà del XIX secolo, quando assunse le forme che ancor oggi si possono vedere. L'interno, più volte modificato, conserva la ringhiera di ferro battuto di uno scalone del secondo Ottocento, mentre all'esterno la chiara impaginazione del prospetto principale trova uno stridente contrasto con le recenti modifiche apportate all'edificio attiguo.
- Fornace Trevisan, simbolo dell'attività laterizia che fu fondamentale per lo sviluppo economico del paese, rappresenta un interessante esempio di archeologia industriale dell'alto vicentino, potendo vantare in passato un forno Hoffmann fra i più antichi d'Europa. L'inizio della sua produzione risale al 1878.

Altri edifici significativi sono:
- Villa da Porto Clementi, di origine gotica
- Villa del Braglio, della fine del Seicento
- Villa Piovene Bassani, di fine Seicento
- Villa Mantiero a Novoledo, del 1575
- Villa Araldi Filippi a Novoledo, di origine gotica
- Il Convento, di fine Seicento
- Casa Pauletto Vicino, della seconda metà del Seicento
- Colombara Barbieri, del Seicento

Siti naturali
- Parco dell'acqua delle risorgive, di interesse europeo, che si estende anche ai comuni di Caldogno e Dueville. L'acqua delle montagne vicine (alte oltre i 2 000 metri) filtra attraverso le conoidi alluvionali della pedemontana, per ritornare in superficie nelle terre a nord di Vicenza. La quantità d'acqua è talmente consistente da alimentare gli acquedotti di vasta parte del Veneto, anche se oggi tale ricchezza è compromessa dall'eccessivo emungimento e dall'inquinamento delle falde.
- Il Bosco: polmone verde che ricorda nel nome l'area boscata planiziale, anticamente estesa, oggi ridotta a pochi lacerti. Notevole comunque è la presenza delle alberate e di una flora e una fauna ancora ricche. L'area è invitante per escursioni a piedi, a cavallo ed in bicicletta.

### Oasi naturale del Bosco

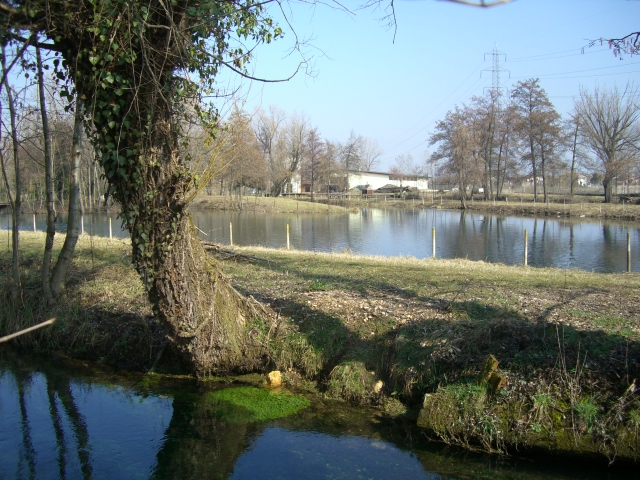
L'oasi naturalistica di Villaverla.

L'Oasi naturalistica di Villaverla è un importante "laboratorio verde". Qui l'uomo sta collaborando con la natura per riportare uno straordinario lembo di area umida di pianura all'aspetto che aveva prima della antropizzazione, ovvero prima dell'arrivo dell'uomo e della trasformazione che egli gradualmente ha operato per conquistarsi terra coltivabile là dove dominava una folta foresta planiziale. Da alcuni anni qui si sta facendo l'opposto: sono state bandite le colture agricole e vaste porzioni dell'Oasi sono state restituite al dominio incontrastato di quelle specie arboree ed arbustive che, secoli o millenni fa, ricoprivano non solo quest'area ma l'intera Pianura Padana. Questo scrigno verde è destinato a proteggere e preservare un tesoro sotterraneo: l'acqua che impregna uno strato di ghiaia profondo sino a 140 metri, acqua che è destinata ad alimentare l'acquedotto di Padova.

## Società

### Evoluzione demografica
Abitanti censiti

Come si legge ne Il Veneto paese per paese, Villaverla aveva 690 abitanti verso la metà del Cinquecento, superava i 1 800 agli inizi dell'Ottocento, ma subiva una consistente diminuzione nella carestia del 1817, flessione superata solo dopo cinquant'anni. Nella tabella sopra evidenziata, si può notare il progressivo aumento della popolazione.
Da notare tra il 1951 e il 1961 la diminuzione da 3 960 a 3 759 ab.: è stato in quel periodo che la gente ha cominciato a lasciare la campagna e ad emigrare alla ricerca di migliori opportunità, approdando spesso in Svizzera, in Germania, in Francia, in Australia.
Emigrazione sì, ma mai spopolamento.

## Geografia antropica

### Frazione di Novoledo

#### Storia
Novoledo, dal 1816 frazione di Villaverla, in precedenza era un comune autonomo, con propri amministratori e propri statuti.
La sua origine è antichissima: nel suo territorio sono state rinvenute numerose amigdale e punte di freccia in selce del Neolitico, oltre a embrici di epoca romana delle fornaci di Quinto Curio e di Tito Dellio Sereno.
Qui si incrociavano allora il cardo e il decumano massimi di una centuriazione dell'alto vicentino, probabilmente di epoca augustea, e il suo nome deriva da "novelletum", cioè "piantagione di novellae" o giovani viti.
Novoledo ha sempre avuto tradizioni agricole e qui possedevano vasti poderi specialmente i Ghellini, che troviamo presenti dai primi anni del Trecento.
Talvolta Novoledo è stato confuso con Porcileto, che era invece una borgata distinta, a due km da Novoledo, con chiesa e parroci propri. Questa borgata, che fu anche data in feudo a Marcobruno da Vivaro, scomparve verso la metà del Trecento, e la sua chiesa venne affidata al Parroco di Dueville dal Vescovo di Vicenza.
La chiesa parrocchiale di Novoledo, che troviamo citata dalla prima metà del Quattrocento, è dedicata a S. Andrea Apostolo, ed è stata più volte ricostruita, fino alla attuale che risale al 1848.
In paese gli edifici più significativi sono:
- Villa Milani, Ghellini, Saraceno, Nievo, Bonin Longare, Mantiero, Tonin, Zorzetto e Pedon eretta dalle fondamenta nel 1575 su progetto di Vincenzo Scamozzi, da Giovanni Milani e acquistata da Paolo Emilio Ghellini probabilmente nel 1598, oggi proprietà di Zorzetto Gianni e Pedon Tania.
- Villa Arnaldi Filippi, più volte ristrutturata, ma che conserva evidenti tracce della sua origine gotica.
- Interessanti sono anche la chiesetta di San Gaetano, del 1671, annessa alla villa Villa Milani, Ghellini, Saraceno, Nievo, Bonin Longare, Mantiero, Tonin, Zorzetto e Pedon, e la chiesetta di Sant'Antonio, del 1676, annessa alla villa Ghellini Piovene, a mezzo chilometro dalla parrocchiale, ma in comune di Caldogno.

#### Attività
Attualmente il territorio di Novoledo, che conta circa 2 000 abitanti, rimane sostanzialmente agricolo, con colture di mais, cereali e foraggi, ma la sua parte meridionale è ricca di sorgenti, dalle quali trae origine il fiume Bacchiglione; e da qui, dal 1888 ha inizio anche l'acquedotto che porta l'acqua potabile alla città di Padova.
Questa zona di risorgive con il suo caratteristico paesaggio da qualche anno è stata dichiarata SIC, Sito di Interesse Comunitario.

## Amministrazione
| Periodo | Periodo   | Primo cittadino          | Partito        | Carica                  | Note          |
| ------- | --------- | ------------------------ | -------------- | ----------------------- | ------------- |
| 1985    | 1990      | Quintilio Fracasso       | DC             | Sindaco                 | [ 8 ]         |
| 1990    | 1995      | Mario Marcante           | DC             | Sindaco                 | [ 9 ]         |
| 1995    | 2001      | Maria Elisabetta De Toni | Centrosinistra | Sindaco                 | [ 10 ]        |
| 2001    | 2007      | Enrico Storti            | Centrosinistra | Sindaco                 | [ 11 ]        |
| 2007    | 2011      | Egidio Bicego            | Centrodestra   | Sindaco                 | [ 12 ] [ 13 ] |
| 2011    | 2012      | Patrizia Russo           |                | Commissario Prefettizio | [ 14 ]        |
| 2012    | 2022      | Ruggero Gonzo            | Centrodestra   | Sindaco                 | [ 15 ]        |
| 2022    | in carica | Enrico De Peron          | Lista civica   | Sindaco                 | [ 16 ]        |

### Gemellaggi
- Tuglie